# 29614 Sheller
29614 Sheller è un asteroide della fascia principale. Scoperto nel 1998, presenta un'orbita caratterizzata da un semiasse maggiore pari a 2,2331191 UA e da un'eccentricità di 0,1204532, inclinata di 3,46939° rispetto all'eclittica.